# Bratři Karamazovi
Bratři Karamazovi (někdy také Bratři Karamazovovi, rusky Братья Карамазовы) je sociálně filozofický román ruského spisovatele F. M. Dostojevského, vydán roku 1880. Z ruského originálu přeložili Břetislav Hůla a Prokop Voskovec. Literárním eposem chtěl Dostojevský přehodnotit své dřívější životní postoje a pohled na člověka, tak jako na celou společnost včetně církve. Dílo bylo zamýšleno jako dílo o pěti částech, jež bylo zprvu nazýváno jako Atheismus, nebo Život velikého hříšníka. Svůj záměr později pozměnil na dva díly, oddělené od sebe třinácti lety. Dokončil ale jen díl první, nicméně obsahově i významově uzavřený, tedy právě Bratry Karamazovy. Příběh se odehrává v 60. letech 19. století v Rusku. Bratři Dmitrij, Aljoša, Ivan tvoří víceméně základní lidské archetypy.

## Jazyk a styl
Román je psán v er-formě z pohledu nezaujatého pozorovatele, dílo obsahuje filozofické úvahy, detailní psychologické sondy a rozsáhlé popisné pasáže. Typické je bohaté vyjadřování. Jazykové prostředky jsou u jednotlivých postav měněny, což přispívá realističnosti. Realistické vystižení života v ruském maloměstě je utvářeno především pomocí osob pocházejících z rozdílných společenských vrstev. Postavy jednají většinou v afektu a jsou velmi unášeny emocemi.

## Postavy
- Dmitrij Karamazov (Míťa) – Nejstarší z bratrů, mladý floutek, důstojník, rád hýří, hraje hazard a je velkým milovníkem žen. Otec mu už jeho vysoké náklady odmítl proplácet, za což ho pokládá za zloděje a vymáhá z něj doplatek peněz z dědictví po své matce.
- Ivan Karamazov – Druhý bratr, Dmitrijův protiklad, cynik a intelektuál, tvrdí o sobě, že je ateista sympatizující s nihilismem. Proslavil se několika studiemi o křesťanské víře a funkci náboženství. Svůj nezájem o druhé pravděpodobně jen předstírá.
- Alexej Karamazov (Aljoša) – Nejmladší z bratrů, je mírně naivní, ale pokorný dobrák, plný lásky a sociálního pochopení, v životě pomáhá slabým a chudým lidem. Plánuje natrvalo vstoupit do kláštera, ale na radu svého učitele, Zosimy, od záměru upouští. V románu je dobrákem, jenž smiřuje a spojuje rozhádané příbuzné.
- Fjodor Pavlovič Karamazov – Otec představuje nejhorší lidské vlastnosti hlavně vypočítavost, zbabělost a šaškovitost. Neuvědomuje si příčiny a důsledky svého jednání. V každém z jeho synů lze vidět určité „karamazovství“, jež po něm – ať už více či méně – zdědili.
- Smerďakov – Karamazovův sluha, kuchař a pravděpodobně i syn, jenž je plný nenávisti a pohrdání. S nadšením přijímá Ivanovu teorii o světě bez pravidel.
- Kateřina Ivanovna – Dmitrijova krásná snoubenka.
- Agrafena Alexandrovna Světlovová (Grušeňka) – Mladá žena, zahrávající si se starým Karamazovem a Dmitrijem.
- Kupříkladu dále Lizaveta Smrdutá – matka Smerďakova.

## Děj
Mezi Dmitrijem a jeho otcem Fjodorem vrcholí spor o dědictví po Dmitrijově matce, a tak Fjodor Pavlovič navrhuje, aby jim stařec Zosima byl za soudce. Setkání však vyvrcholí skandálem, jehož původcem je starý Karamazov. Téhož večera se Aljoša na příkaz svého otce stěhuje z kláštera domů, i když se chce navrátit brzy zpět k Zosimovi, jehož život pomalu spěje ke konci.
Doma se Aljoša dozvídá, že chvíli před ním vtrhl do otcovského domu Dmitrij, surově svého otce zbil a vyhrožoval mu, že ho zabije. Aljoša se tedy rozhodne bratra Dmitrije najít a promluvit si s ním. Později se Dmitrij Aljošovi svěřuje se vším, co ho trápí, zejména o soupeření s otcem o Grušeňku, či o zasnoubení s Kateřinou Ivanovnou. Den poté se Alexej zastavuje u starého Karamazova, později, cestou k paní Chochlakovové (statkářce, jejíž dcera je zamilovaná do Aljoši), shledá několik školáků, kteří házejí kamení po malém chlapci. Aljoša se ho zastane, ale chlapec začne házet kamení po svém zachránci, a dokonce jej kousne. Aljoša se později dozvídá, že onen chlapec se mstil za to, že Dmitrij zmlátil a zneuctil jeho otce. U Chochlakovů hovoří s Kateřinou Ivanovnou o Dmitrijovi a o penězích, které má dát štábnímu generálovi, což tak učiní a zjišťuje, že chlapec, jenž ho pokousal, je právě jeho syn, Iljuša.
Ještě téhož dne Aljoša se zasnoubí s nezletilou Lisou, později se setkává s bratrem Ivanem a společně jdou do hostince. Alexej se pak navrací do kláštera a Ivan odchází, aby se před svou cestou do Moskvy rozloučil s otcem. Tentýž večer umírá stařec Zosima.
Aljoša navštěvuje Grušenku, která má strach o Dmitrije, který je schopen ze žárlivosti zabít svého otce. Gruša později odjíždí do Mokrého za svým milencem, Polákem, který ji před pěti lety opustil, ale ona doufá, že ji i přesto stále miluje. Právě proto si s Dmitrijem a jeho otcem pouze zahrává.
Dmitrij své poslední dva dny strávil ve zmatku, neúspěšně sháněl tři tisíce rublů, které dlužil Kateřině Ivanovně. Když Grušeňka odjížděla, Dmitrij ji marně hledal, vydal se tedy za otcem, jenž Grušence nabízel tři tisíce rublů, pokud by ho navštívila. Karamazův sluha Směrďakov zrovna prodělával záchvat padoucnice. Dmitrij tedy na otcovo okno zaklepal přesné znamení Grušenky, jež mu vyzradil dříve Směrďakov. Fjodor Karamazov otevřel okno, byl tedy sám, Dmitrij uprchl. Při zdolávání plotu nechtěně poranil Grigorije. Zanedlouho Dmitrij zjistil, kde je Grušeňka a vydal se za ní na flám do Mokrého. Sužovaly ho myšlenky, že zabil Grigorije, a chtěl spáchat sebevraždu, nicméně získal Grušeňčino srdce, a tak sebevražedné myšlenky z mysli zapudil. K ránu do hostince přijíždí prokurátor, Dmitrij je obviněn z vraždy svého otce Fjodora Pavloviče Karamazova a vzat do vazby.
Zhruba po měsíci se Ivan od Směrďakova dozvídá, co se přihodilo onoho osudného večera. Směrďakov tedy záchvat předstíral a zavraždil starého Karamazova a vše přichystal tak, aby byl obviněn právě Dmitrij. Směrďakov za svolení k vraždě Fjodora Pavloviče Karamazova považoval Ivanův odjezd do Moskvy. Již toho večera se Smerďakov oběsí a Ivan z tíhy událostí duševně ochoří.
U soudu vše svědčí proti Dmitrijovi, jeho poslední nadějí je jeho bratr Ivan, který jako jediný zná pravdu. Kvůli jeho duševnímu onemocnění ale jeho výpověď není brána vážně, a tak je Dmitrij Karamazov odsouzen k dvaceti rokům práce na Sibiři.
V epilogu se usmíří Kateřina Ivanovna s Grušeňkou a společně plánují Dmitrijův útěk. Dílo končí pohřbem Iljuši, na kterém má proslov Aljoša, v němž nabádá ostatní chlapce, aby nikdy na Iljušu nezapomněli.

## České překlady
- Bratří Karamazovi: román ve čtyřech částech s epilogem. Přel. Jaromír Hrubý. Praha: Otto, 1894. 3 sv. (374, 306, 356 s.) Praha: Otto, 1923. 3 sv. (377, 311, 368 s.). Neautorizovaný přetisk: Praha : Dobrovský, 2015. 904 s.
- Bratří Karamazovi: román o čtyřech dílech s epilogem. Přel. Stanislav Minařík. Praha: Stanislav Minařík, 1923. Praha: Kvasnička a Hampl, 1926. 4 sv. (243, 250, 281, 399 s.)
- Bratři Karamazovi: román ve čtyřech částech s epilogem. Přel. Vladimír Ryba. Praha: Henning Franzen, 1928. 4 sv. (331, 282, 374, 174 s.)
- Bratři Karamazovi: román o dvanácti knihách s epilogem. Přel. Břetislav Hůla. Praha: Melantrich, 1929 a 1938. 3 sv. (454, 340, 390 s.)
- Bratři Karamazovi: román o čtyřech dílech s epilogem. Přel. Prokop Voskovec. Praha: SNKLU, 1965. 2 sv. (586, 326 s.)
- Bratři Karamazovovi: román o čtyřech dílech s epilogem. Přel. Prokop Voskovec. Praha: Odeon, 1980. 2 sv. (546, 298 s.)
- Bratři Karamazovi: román o čtyřech dílech s epilogem. Přel. Prokop Voskovec. Praha: Bonus, 1997. 2 sv. (359, 508 s.)
- Bratři Karamazovi: román o čtyřech dílech s epilogem. Přel. Prokop Voskovec. Praha: Academia, 2004. 850 s.
- Bratři Karamazovi. Přel. Prokop Voskovec. Voznice: Leda; Praha: Rozmluvy, 2009. 751 s.
- Bratři Karamazovi. Přel. Libor Dvořák. Praha: Odeon, 2013. 981 s.

## Filmové adaptace
- 1958 Bratři Karamazovi – Americký film. Režie: Richard Brooks, hrají: Yul Brynner, Maria Schell, Claire Bloom.
- 1969 Bratři Karamazovi – Ruský film. Režie: Kirill Lavrov, Ivan Pyrjev, hrají: Kirill Lavrov, Andrej Abrikosov.
- 2008 Karamazovi – Česko-polský film. Příběh se odehrává v současném Polsku, kam přijíždí skupina pražských herců, aby v prostoru oceláren uvedla jevištní adaptaci hry Bratři Karamazovi. Režie: Petr Zelenka, hrají: Ivan Trojan, Radek Holub, Igor Chmela.

## Divadelní a hudební adaptace
Činoherní dramatizace nejsou časté pro značný rozsah románu. Opera je frekventovanější a její česká verze je jediná na světě.

### Činohra, Česko a Slovensko
- 1922 Stavovské divadlo , československá premiéra, hráli: Jan Vávra, Jiří Steimar,Eduard Kohout, Bedřich Karen, Eva Vrchlická a Růžena Nasková[1]
- 1979 Divadlo Na zábradlí; režie: Evald Schorm, Pavel Háša; hráli: Jana Preissová, Libuše Geprtová, Jiří Bartoška)
- 1981 Divadlo na provázku; pod názvem Karamazovci; režie: Peter Scherhaufer; hráli: Miroslav Donutil, Iva Bittová, Oldřich Navrátil, Vladimír Hauser, Petr Oslzlý, Pavel Zatloukal a další.
- 2006 Divadlo Husa na provázku; pod názvem Bratři Karamazovi: Vzkříšení, režie Vladimír Morávek; s Jiřím Vyorálkem, Janem Budařem a Ditou Kaplanovou v hlavních rolích.
- 2012 Divadlo Štěstí v pražské Baráčnické rychtě, inscenace inspirovaná parafrází Egona Bondyho Bratři Ramazovi vypustila všechny ženské postavy.
- 2013 Slovenské národní divadlo v Bratislavě, Bratia Karamazovci, hráli: Dušan Jamrich, Milan Ondrík, Luboš Kostelný, Táňa Pauhofová, režie Roman Polák, představení trvalo 4,5 hodiny.
- 2015 Činoherní klub Praha - Bratři Karamazovi; režie Martin Čičvák, hrají Juraj Kukura, Matěj Dadák, Michal Čapka/Igor Orozovič, Jan Hájek, Martin Finger, Natálie Puklušová, Gabriela Míčová, Ivana Uhlířová. Představení trvá 3 hodiny.

### Opera
- Operu Bratři Karamazovi napsal roku 1927 český skladatel Otakar Jeremiáš.

## Online dostupné dílo
- Digitalizovaná vydání díla Bratři Karamazovi v České digitální knihovně
- DOSTOJEVSKIJ, Fedor Michajlovič. Bratří Karamazovi. Překlad Jaromír Hrubý. Praha: J. Otto, 1923. 3 svazky. Dostupné online.
- DOSTOJEVSKIJ, Fedor Michajlovič. Bratří Karamazovi. Překlad Jaromír Hrubý. Praha: J. Otto, 1894. 3 svazky. Dostupné online.